# FIFA (seria)
FIFA – seria komputerowych gier sportowych o tematyce piłki nożnej, wyprodukowanych przez kanadyjski odłam amerykańskiego przedsiębiorstwa Electronic Arts, EA Sports.
Nazwa pochodzi od organizacji FIFA, od której Electronic Arts wykupiło licencję na użycie owej nazwy. Pierwsza wersja (FIFA International Soccer) ujrzała światło dzienne w 1993 roku. Od tego czasu powstały liczne kontynuacje i podserie, między innymi FIFA Street osadzona w realiach futbolu ulicznego czy menedżer piłkarski FIFA Manager.
Od wydania gry FIFA Football 2003 seria jest polonizowana, a w grze FIFA 06 po raz pierwszy dodano polski komentarz (w rolach komentatorów: Dariusz Szpakowski (od FIFA 06 do FIFA 21) Włodzimierz Szaranowicz (od FIFA 06 do FIFA 15), Jacek Laskowski (od FIFA 16) i Tomasz Smokowski (od FIFA 22). Dodano polską ekstraklasę, lecz jej licencja wygasła w wersji FIFA 12. W FIFA 14 z powrotem pozyskano licencję na polską ekstraklasę i Reprezentację Polski.
W 2022 roku nie doszło do porozumienia w sprawie odnowy licencji pomiędzy EA Sports, a Międzynarodową Federacją Piłki Nożnej, w wyniku czego kolejna gra sportowa skupiona na tematyce piłki nożnej produkcji EA Sports została nazwana EA Sports FC 24.

## Gry z serii FIFA
- FIFA International Soccer
- FIFA Soccer 95
- FIFA Soccer 96
- FIFA 97
- FIFA 98: Road to World Cup
- FIFA ’99
- FIFA 2000
- FIFA 2001
- FIFA 2002
- FIFA Football 2003
- FIFA Football 2004
- FIFA Football 2005
- FIFA 06
- FIFA 07
- FIFA 08
- FIFA 09
- FIFA 10
- FIFA 11
- FIFA 12
- FIFA 13
- FIFA 14
- FIFA 15
- FIFA 16
- FIFA 17
- FIFA 18
- FIFA 19
- FIFA 20
- FIFA 21[5]

- FIFA 22[6] FIFA 23 [7] FIFA 24 FiFA 25

### Gry z serii FIFA World Cup
- World Cup 98
- 2002 FIFA World Cup
- 2006 FIFA World Cup
- 2010 FIFA World Cup
- 2014 FIFA World Cup
- 2018 FIFA World Cup
- 2022 FIFA World Cup

### Gry z serii UEFA Euro
- UEFA Euro 2000
- UEFA Euro 2004
- UEFA Euro 2008
- UEFA Euro 2012

### Gry z serii FIFA Manager
- FIFA Soccer Manager
- The F.A. Premier League Football Manager 99
- The F.A. Premier League Football Manager 2000
- The F.A. Premier League Football Manager 2001
- The F.A. Premier League Football Manager 2002
- Total Club Manager 2003
- Total Club Manager 2004
- Total Club Manager 2005
- FIFA Manager 06
- FIFA Manager 07
- FIFA Manager 08
- FIFA Manager 09
- FIFA Manager 10
- FIFA Manager 11
- FIFA Manager 12
- FIFA Manager 13
- FIFA Manager 14

### Gry z serii FIFA Street
- FIFA Street
- FIFA Street 2
- FIFA Street 3
- FIFA Street (2012)

### Inne gry z serii FIFA
- UEFA Champions League 2004–2005
- UEFA Champions League 2006–2007
- The F.A. Premier League Stars 2001
- FIFA Online
- FIFA World